# Jenny Jägerfeld
Jenny Christina Jägerfeld, född 6 april 1974 i Skärblacka, Östergötlands län, är en svensk psykolog och författare.

## Biografi
Jägerfeld är utbildad psykolog och har även studerat filosofi och sexologi. Hon har tidigare arbetat på BUP och driver idag (2020) en egen psykologmottagning. 2006 debuterade hon med romanen Hål i huvudet. Sedan dess har hon skrivit åtta böcker som tillsammans översatts till sjutton språk, bland annat engelska, tyska, ryska, franska, slovenska, japanska, finska, danska och norska. Böckerna kombinerar ofta humor och allvar och behandlar olika aspekter av att vara ung. Några ämnen är självmord, vänskap, sexualitet, adhd och könsidentitet.
Tillsammans med författaren Johanna Thydell drev hon tidigare podcasten Superhjältarna.
Jägerfeld medverkar varje vecka i Svenska Dagbladet där hon svarar på läsarnas frågor. Hon har också en frågespalt i SvD Junior där hon svarar på barns frågor. Frågespalten i Svd Junior resulterade 2018 i boken Fråga Jenny! Om kroppen, själen och allt runtomkring.
Hösten 2020 påbörjades inspelningen av filmen Så jävla easygoing som baseras på Jägerfelds bok med samma namn. I oktober 2020 är det urpremiär för Folkteaterns uppsättning av Blixtra, spraka, blända! med manus av Manda Stenström, fritt efter Jägerfelds bok. År 2022 hade filmatiseringen av hennes roman Comedy Queen premiär. Filmen fick god kritik och nominerades till sex guldbaggar.

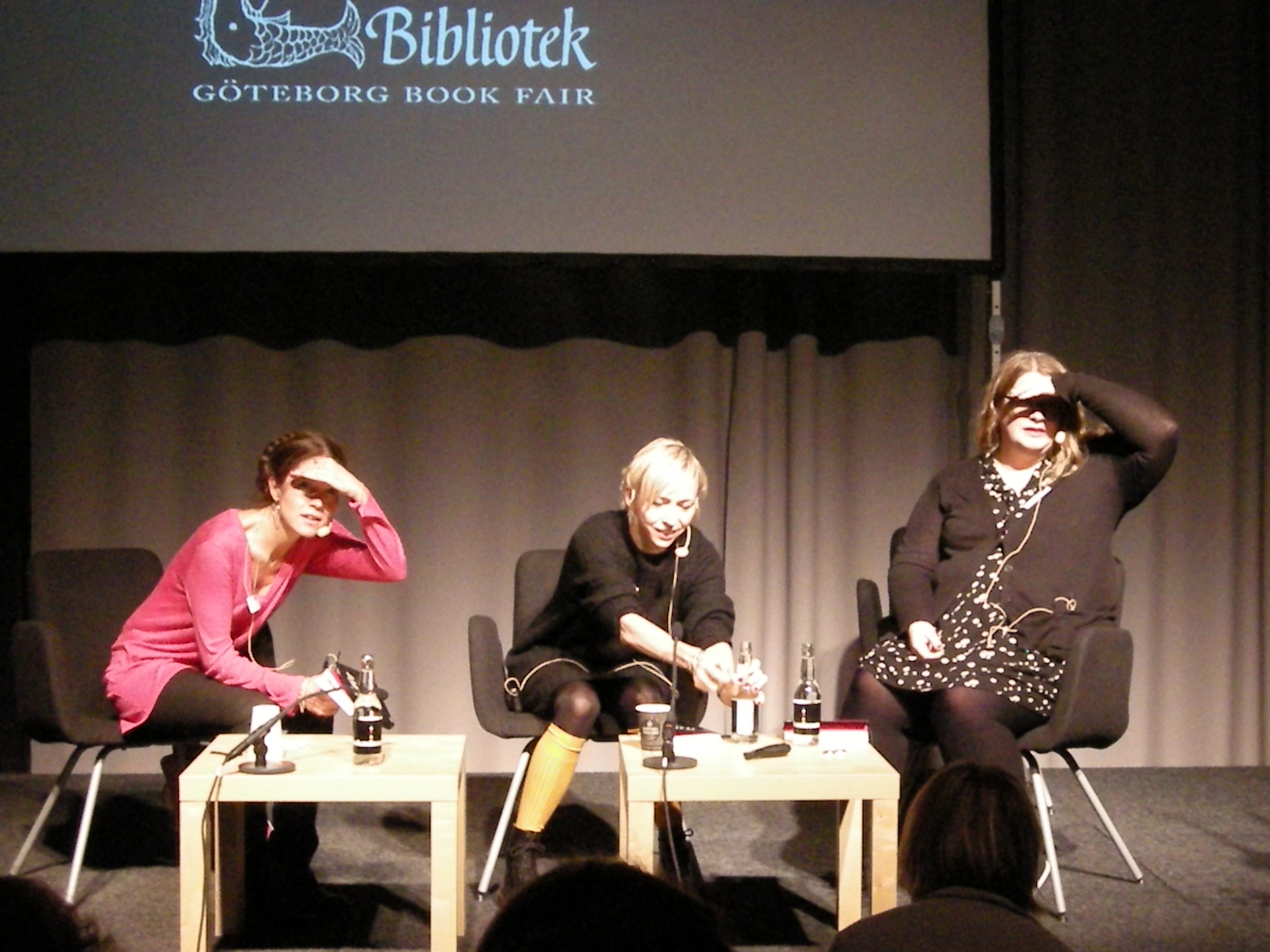
Med Åsa Anderberg Strollo och Sara Ohlsson på Bokmässan i Göteborg 2012

## Utmärkelser
- 2010 – Augustpriset för Här ligger jag och blöder[13]
- 2010 – Stora läsarpriset för Här ligger jag och blöder[14]
- 2014 – Lavapriset[15]

- 2017 – Astrid Lindgren-priset[16]
- 2018 – Barnradions bokpris för Comedy Queen[17]
- 2018 – Nominerad till Augustpriset för Comedy Queen.[18]
- 2019 – Broocmanpriset för Mitt storslagna liv.[19]
- 2019 – Nominerad till Augustpriset för Mitt storslagna liv.[20]
- 2019 – Expressens Heffaklump[21]
- 2020 – Barnradions bokpris för Mitt storslagna liv
- 2022 – Kulla Gulla-priset

### Antologier
- 2012 – Mossed Karin, red. Avståndet mellan. Älvsjö: X Publishing. Libris 12454089. ISBN 9789185763238
- 2014 – Olsson, Ingrid; Jessica Schiefauer, Martin Jern, Lisa Bjärbo, Gunnar Ardelius, Sara Ohlsson, Åsa Anderberg Strollo, Inti Chavez Perez, Manne Forssberg, Jenny Jägerfeld. Het [Elektronisk resurs]. Gilla Böcker. Libris 13532177. ISBN 978-91-86634-84-1
- 2015 – Friedner Cina, red. Bara för dig på lågstadiet: 12 berättelser. Stockholm: Rabén & Sjögren. Libris 17449173. ISBN 9789129693201